# NGC 6424
NGC 6424 est une galaxie lenticulaire (elliptique?) compacte située dans la constellation du Dragon. Sa vitesse par rapport au fond diffus cosmologique est de 7 758 ± 47 km/s, ce qui correspond à une distance de Hubble de 114,4 ± 8,0 Mpc (∼373 millions d'al). NGC 6424 a été découverte par l'astronome américain Lewis Swift en 1885.